# 馬克西米利安·韋貝爾
马克西米利安·韦贝尔（德語：Maximilian Wöber，1998年2月4日—）生于维也纳，是一名奥地利职业足球运动员，現效力於德甲球隊雲達不萊梅（英超球隊列斯聯外借），奥地利国家足球队成員，司職中后卫。他在2017年完成成年国家队首秀。

## 外部連結
- 馬克西米利安·韋貝爾在BDFutbol中的档案
- Soccerway資料庫：馬克西米利安·韋貝爾